# Grec koiné
El grec koiné (Κοινὴ Ἑλληνική o bé ἡ κοινὴ διάλεκτος) és la forma popular de grec antic que va emergir en l'antiguitat postclàssica (aproximadament del 300 aC al 300 dC), i marca el tercer període de la història de la llengua grega. Altres noms que rep són grec alexandrí, grec hel·lenístic, grec comú o grec del Nou Testament.
El grec koiné no és només important per a la història dels grecs per ser el primer dialecte comú i l'avantpassat del grec demòtic. També és significant pel seu impacte en la civilització dita occidental com a llengua franca de la Mediterrània. El koiné va ser la llengua original del Nou Testament i el mitjà d'ensenyament i transmissió del cristianisme.
El koiné va ser extraoficialment una primera o segona llengua en l'Imperi Romà.

## Història
El grec koiné va sorgir com a llengua comuna entre els exèrcits d'Alexandre Magne. A mesura que els estats grecs sota el lideratge del Regne de Macedònia van conquerir i colonitzar el món conegut, el seu nou dialecte es va acabar parlant des d'Egipte fins a tocar l'Índia. Tot i que els elements del koiné van formar-se durant l'era clàssica tardana, les cultures sota domini hel·lènic també van influenciar al seu torn la llengua en el període postclàssica, a partir de la mort d'Alexandre (323 aC). El pas cap al següent període, el del grec medieval, comença a partir de la fundació de Constantinoble per Constantí I el Gran, el 330. Així, el període postclàssic de la llengua grega abasta la creació i l'evolució del grec koiné durant tota l'era hel·lenística i la romana de la història de Grècia fins al començament de l'edat mitjana.

## El motkoiné
Koiné (del grec Κοινή, 'comú') és un terme que ja els intel·lectuals antics havien usat per a anomenar altres varietats de la llengua grega. Escoles com la d'Apol·loni el Díscoli d'Heli Herodiàvan usar el mot koiné per a referir-se al protogrec, mentre que d'altres l'usaven per a referir-se a qualsevol forma vernacular del grec que fos diferent de la llengua literària. Quan el koiné va esdevenir gradualment llengua literària, al seu torn, alguns en distingien dues formes: l'hel·lènic ('grec', forma literària postclàssica) i el koiné ('comú', llengua parlada popular). D'altres van optar per referir-se amb koiné al dialecte d'Alexandria, un terme usat sovint per alguns classicistes moderns.

## Orígens
Les arrels lingüístiques del koiné són incertes des de temps antics. Durant l'època hel·lenística la majoria d'intel·lectuals pensaven que el koiné era el resultat de la barreja dels quatre dialectes principals del grec antic ("ἡ ἐκ τῶν τεττάρων συνεστῶσα"). El lingüista austríac P. Kretschmer va donar suport a aquesta teoria a començaments del segle xix en el seu llibre Die Entstehung der Koine ('El naixement del koiné', 1901), mentre que l'intel·lectual alemany Wilamowitz i el lingüista francès Antoine Meillet, tot basant-se en els molts elements jònics del koiné —com ara σσ en comptes de ττ (θάλασσα, θάλαττα) i ρσ en comptes de ρρ (ἀρσενικός, ἀρρενικός)— van considerar-lo una forma simplificada del jònic.
La teoria acceptada amplament avui és la que va donar el lingüista grec G. N. Hatzidakis, que va demostrar que, malgrat la mencionada "composició dels quatre", el "nucli estable" del koiné és l'àtic. En altres paraules, el grec koiné es pot considerar com a àtic amb una barreja d'altres elements, especialment del jònic, però també d'altres dialectes. El pes específic dels elements lingüístics "no àtics" del koiné pot variar depenent de la regió del món hel·lenístic on es parlés. En aquest respecte, les varietats de koiné parlades a les colònies jòniques de l'Àsia Menor i Xipre tindrien més característiques jòniques que no pas d'altres. Per altra banda, el koiné literari de l'època hel·lenística s'assembla tant a l'àtic que a vegades se'l coneix com a àtic comú.

### Epitafi de Seikilos

La lletra de l'epitafi, transcrita en l'alfabet grec modern, amb els signes musicals a sobre.
Sóc una làpida, una icona. Seikilos em va posar aquí com a signe de record immortal.